# Parmotrema yodae
Parmotrema yodae är en lavart som först beskrevs av Kurok., och fick sitt nu gällande namn av Hale. Parmotrema yodae ingår i släktet Parmotrema och familjen Parmeliaceae.   Inga underarter finns listade i Catalogue of Life.